# ثلاثي أكسيد ثنائي الكلور
ثلاثي أكسيد ثنائي الكلور هو مركب كيميائي من أكاسيد الكلور صيغته Cl2O3.

## التحضير
يمكن أن يستحصل على المركب من تفكك ثنائي أكسيد الكلور بالأشعة فوق البنفسجية؛ وذلك إلى جانب سداسي أكسيد ثنائي الكلور Cl2O6.

## الخواص
يوجد المركب على شكل غاز بني غامق، ويتم التبريد إلى درجات حرارة تبلغ -75 °س للحصول على شكل شبه مستقر منه. يبدأ المركب عند الدرجة −45 °س بالتفكك إلى الكلور والأكسجين وذلك بشكل متفجر.
هناك حالتا أكسدة للكلور فيه وهي I وV؛ ويعتقد أن تكون البنية على الشكل OCl−ClO2، مع احتمالية وجود متصاوغات على الشكل Cl−O−ClO2.